# Funeral viquingue

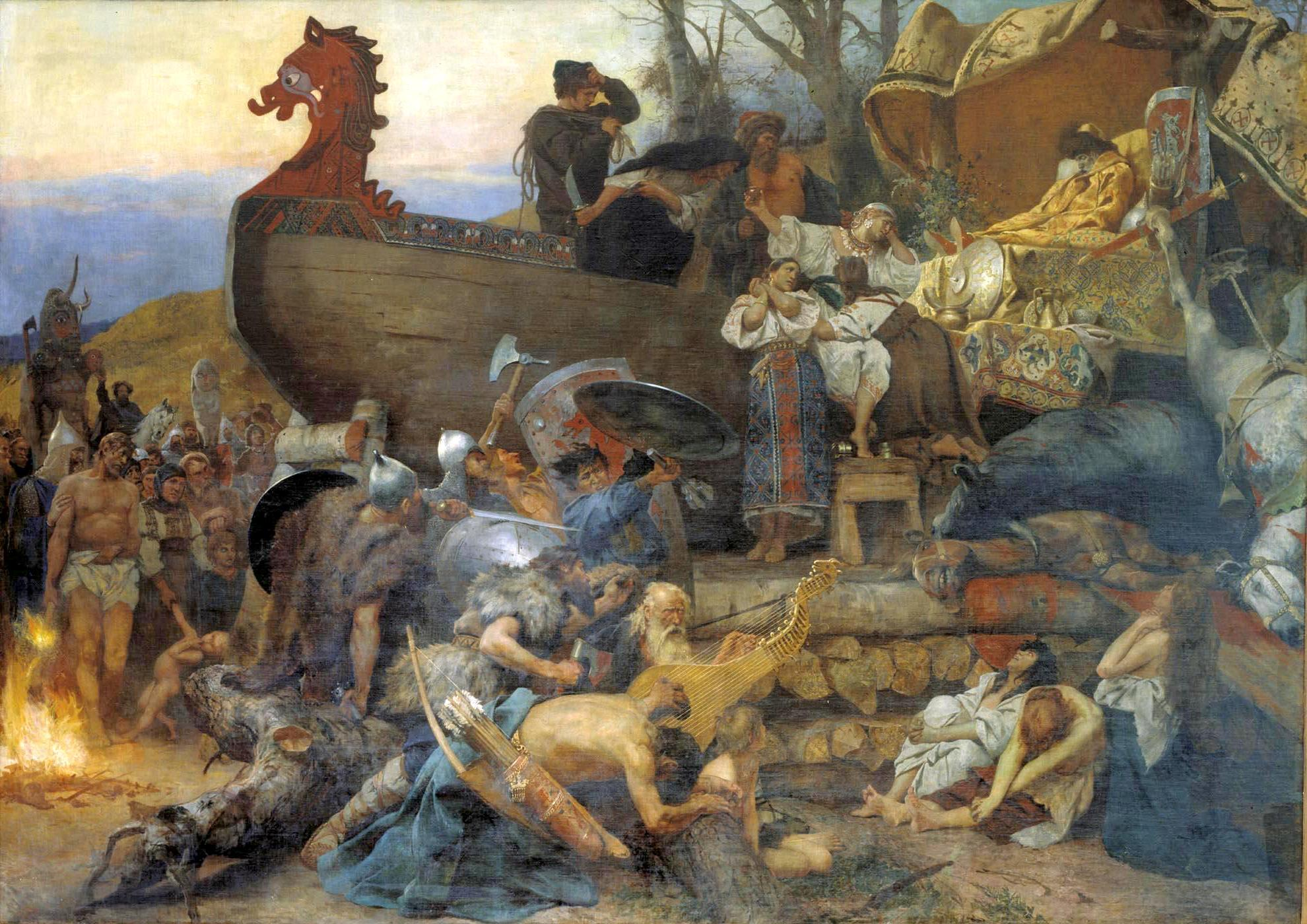
Funeral víquingue do chefe varangiano Igor na Rússia de Quieve.
Quadro de Heinrich Semiradzki (1845-1902)

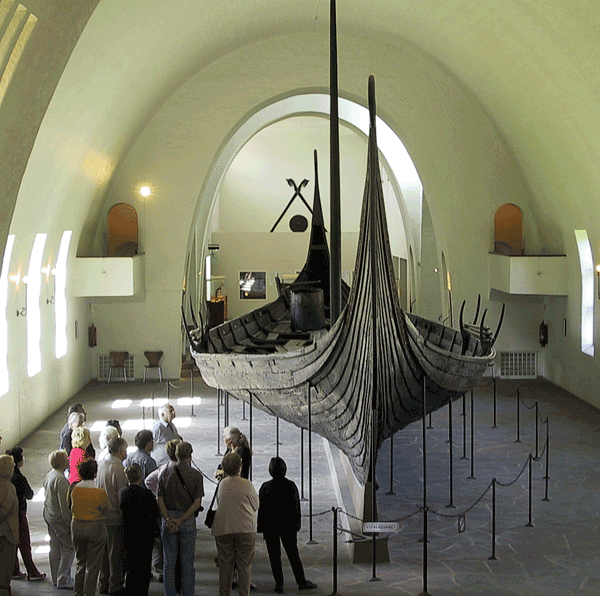
Barco de Oseberga na Noruega - usado como barco funerário em terra

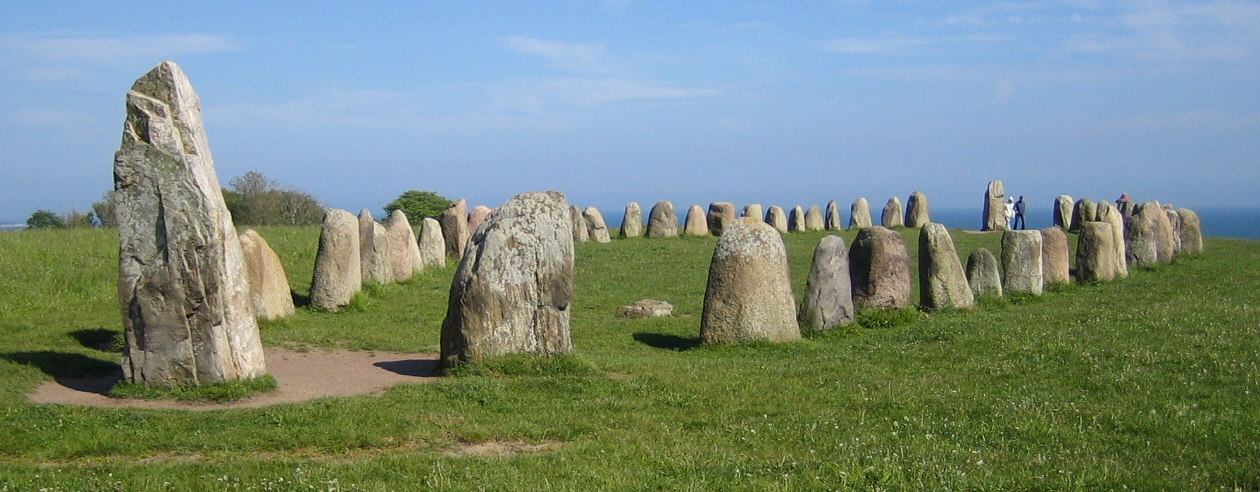
Barco de pedra de Ale em Kåseberga na Suécia - possivelmente um barco funerário de pedra

Funerais nórdicos, ou práticas de inumação dos escandinavos da Germânia setentrional da Era víquingue (escandinavos da era medieval precoce), são conhecidos tanto graças à arqueologia e relatos históricos, como às sagas islandesas, poesia nórdica antiga e, sobretudo, a um relato atribuído ao árabe Amade ibne Fadalane  — a única testemunha ocular conhecida — que revelam práticas víquingues que recorriam à incineração dos seus mortos em barcos funerários. Os rituais que tiveram lugar em terra permitiram aos arqueólogos estudar as diversas tradições escandinavas da era víquingue.
Em toda a Escandinávia existem vários túmulos remanescentes em honra de reis e chefes víquingues, para além de pedras rúnicas e outros monumentos funerários. Alguns dos mais célebres encontram-se no cemitério víquingue de Borre, na Noruega, em Birka na Suécia, e em Lindholm Høje e Jelling na Dinamarca.
Uma tradição de destaque é o enterro em barcos fúnebres, onde o morto era colocado num barco ou navio de pedra, onde eram deixadas oferendas de acordo com a casta e profissão do defunto, entre as quais poderiam integrar o sacrifício de escravos. Por fim, eram criadas pilhas de pedra e terra produzindo assim os túmulos.

## Oferendas
Era expressiva a variabilidade e tipologia dos espólios sepulcrais deixados, mesmo aquando da inumação dos cadáveres em piras, tanto de homens como de mulheres, em que o defunto recebia tratamento. A qualidade e valor dos bens dependia unicamente do estrato social do falecido. Havia um cuidado especial na correta prática dos rituais durante as cerimónias fúnebres, permitindo que o defunto preservasse, na vida após a morte, a condição social que outrora lhe pertencera na vida terrena. Este culto fúnebre servia também como uma forma de evitar que o morto se convertesse numa alma errante condenada a vagar eternamente.
A comum tumba de um escravo consistia, provavelmente, em não mais do que uma simples cova feita na terra. Presume-se que o escravo era enterrado de forma a que não lhe fosse permitido regressar para atormentar os seus amos, e para que estes lhes fossem úteis além-túmulo. Existe inclusive relatos que mencionam o sacrifício de escravos para o cumprimento dessa função na vida após a morte. Os homens livres eram sepultados com armas e o equipamento necessário para cavalgar. No enterro de artesãos, assim como de ferradores, todas as suas ferramentas eram-lhes oferendadas. As mulheres eram enterradas juntamente com as suas bijuterias e, ocasionalmente, com instrumentos para uso doméstico ou parte do seu enxoval. O enterro víquingue mais ostensivo descoberto até ao momento — em 2008 — foi a exumação do Barco de Oseberga, fadado a uma mulher (provavelmente uma rainha ou uma sacerdotisa) que viveu no século IX.

## Monumentos funerários

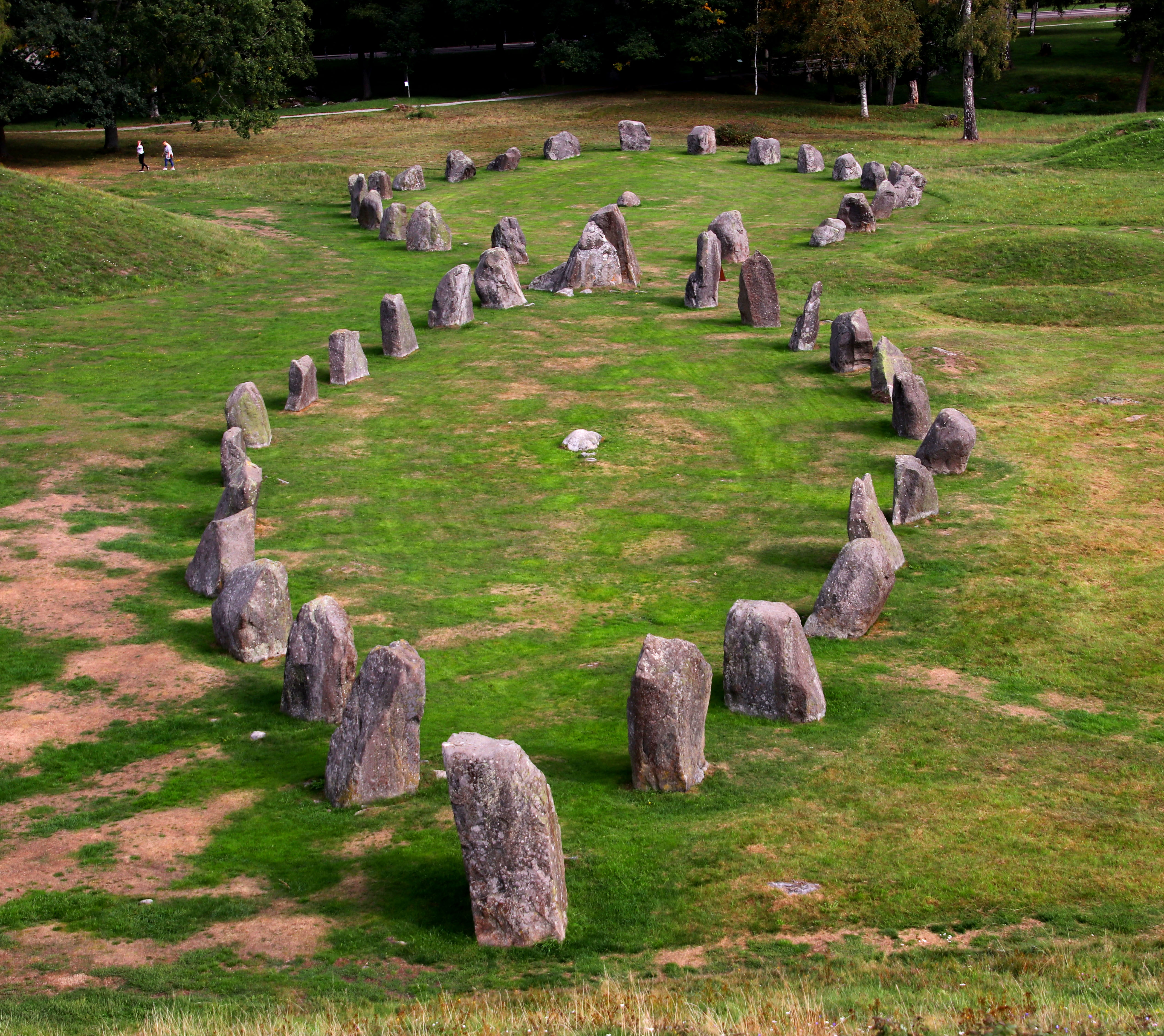
Dois barcos de pedra víquingues (túmulos) no Monte de Anundo, em Badelunda, perto de Västerås, Suécia.

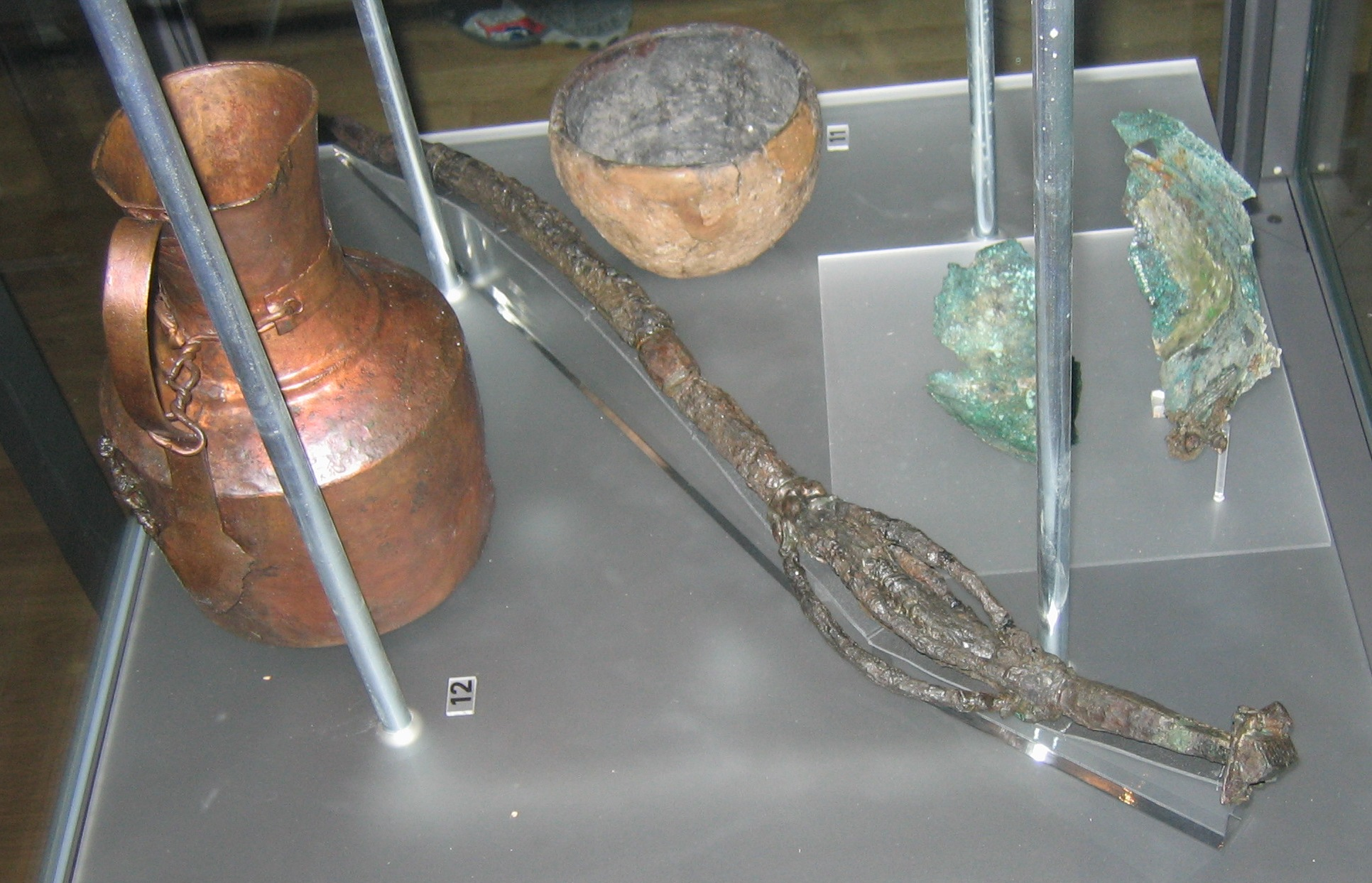
Achados do túmulo de Völva em Köpingsvik, Olândia. Neles encontra-se uma vara de ferro com 82 cm de comprimento com detalhes em bronze e um modelo único de uma casa no seu topo. Há também um jarro da Pérsia ou da Ásia Central e uma tigela de bronze da Europa Ocidental. Vestida com uma pele de urso, a sacerdotisa recebeu um enterro num barco funerário com sacrifícios humanos e animais. Os achados estão em exibição no Museu Histórico de Estocolmo.

Um funeral víquingue augurava consideráveis gastos, contudo, tanto o túmulo quanto os espólios sepulcrais não eram vistos como bens desperdiçados. Para além da homenagem ao morto, a tumba constituía um monumento à posição social dos descendentes. Alguns dos clãs nórdicos particularmente poderosos alardeavam-se da sua posição mediante monumentais campos funerários. O cemitério víquingue de Borre em Vestfold, por exemplo, está relacionado com a dinastia Yngling, o qual alojava grandes túmulos que continham barcos de pedra.
Jelling, na Dinamarca é o maior memorial real da Era víquingue e foi concebido por Haroldo Dente-Azul em memória dos seus pais Gormo e Thyra, e em honra de si próprio. Este é um dos somente dois grandes túmulos que continham uma câmara tumular, porém, as duas tumbas, o santuário e as duas pedras de Jelling testificam o quão importante era assinalar ritualisticamente a morte durante a era pagã e primeiros tempos do cristianismo.
Em três lugares da Escandinávia existem enormes cemitérios que foram utilizados por toda a comunidade Birka em Malar, Hedeby em Eslésvico, e Lindholm Høje em Ålborg. As tumbas de Lindholm Høje evidenciam uma grande variedade de formas e tamanhos. Existem navios de pedra e uma amálgama de tumbas triangulares, quadradas e circulares. Estes campos de sepulturas foram usados por muitas gerações e pertencem a assentamentos semelhantes a aldeias.

## Rituais
A morte sempre foi um momento crítico para os enlutados, daí ser um tema cercado por regras e tabus. As cerimónias eram ritos de transição em que se pretendia propiciar a paz ao morto na sua nova vida e, ao mesmo tempo, confortar os seus parentes consternados.
Apesar dos costumes belicosos dos víquingues, existia um elemento de medo envolta da morte e ao que a ela estava associado. Se o morto não era corretamente sepultado ou não se providenciassem adequadamente para as circunstâncias da outra vida, havia a crença de que a paz não lhes fosse possível além-túmulo. O morto podia visitar os seus parentes vivos na forma fantasmagórica ou draugr, para os atormentar. Era uma visão horrorosa e ominosa, interpretada como um sinal de que outros membros da família morreriam. Nos períodos em que as comunidades eram afetadas por desgraças, sobretudo nos tempos de fome, os contos sobre assombrações eram mais comuns. As sagas mencionam a prática de drásticas precauções para afastar os fantasmas assim que estes apareciam. O morto deveria morrer novamente; o cadáver era perfurado com uma estaca, ou era-lhe cortada a cabeça para que o defunto não encontrasse o caminho de volta ao mundo dos vivos.
Outros rituais incluíam a preparação do cadáver. Snorri Sturluson, na Edda em prosa, faz referência a cuidados em rituais fúnebres que consistiam no corte das unhas para que delas fosse possível concluir a construção de Nagfar, um navio utilizado para transportar o exército de Jötunn para Ragnarök.

### Relato de ibne Fadalane
No século X, um escritor árabe, Amade ibne Fadalane, realizou uma descrição de um funeral de um escandinavo, provavelmente sueco, que viajava na rota comercial do Volga. O relato constitui uma fonte única sobre as cerimónias decorrentes dos funerais víquingues de um chefe ou rei.
O chefe morto foi colocado numa sepultura provisória, no qual foi coberta por dez dias até que tivessem sido costuradas novas roupas para o defunto. Uma das suas mulheres träl ofereceu-se voluntariamente para a morte unindo-se ao seu chefe, tendo sido custodiada dia e noite consumindo uma grande quantidade de bebidas embriagantes enquanto cantava alegremente. Chegada a hora da iceneração, o barco do seu lider teria sido trazido para terra onde o colocaram numa plataforma de madeira. Na embarcação prepararam uma cama e, posteriormente, uma anciã conhecida como o "anjo da morte", responsável pelo ritual fúnebre, acrescentaria os coxins na cama.
Desenterrado o chefe, as suas novas roupas foram-lhe vestidas. Na sua sepultura depositaram bebidas alcoólicas, frutas e um instrumento de corda. O chefe foi colocado na cama com todas as suas armas e ofrendas em seu redor. Em seguida, faziam correr dois cavalos ressumados os quais, depois disso, cortavam em pedaços para os arremessar ao barco. Por último, o sacrifício de um galo e uma galinha era consumado.
Entretanto, a jovem träl iria de tenda em tenda mantendo relações sexuais com os homens. Cada um deles lhe dizia: "Diz ao teu amo que faço isto pelo amor que tenho a ele". Durante a tarde, conduziram a rapariga para algo com aparência de um aro de uma porta, onde era levantada por três vezes pelos homens. A cada vez que era elevada, a jovem pronunciava-se sobre aquilo que via. Na primeira vez, viu o seu pai e a sua mãe, a segunda todos os seus parentes, e a terceira o seu senhor no além. Lá, tudo era verde e maravilhoso e próxima a ele; viu homens e jovens rapazes. Viu que o seu amo a chamara acenando. Devido à utilização de bebidas alcoólicas, incumbiam a escrava num transe extático que a tornava mais perceptiva e, através do ato simbólico com aro da porta, seria capaz de olhar o mundo dos mortos. Este mesmo ritual existem também na breve historia islandesa Völsa þáttr, em que dois noruegueses pagãos levantam uma dona de casa sobre o aro da porta para a ajudar a ver o outro mundo.
Depois disso, a escrava teria sido levada para o barco. Removeu as braceletes e deu-as à anciã. De seguida, removeu os anéis dos dedos e ofereceu-os às filhas da anciã, que a haviam custodiado. Depois levaram-na para bordo do barco, porém não lhe fora permitido aceder à tenda onde o chefe jazia. A jovem bebera numerosos vasos de bebidas alcoólicas, cantando e despedindo-se dos seus amigos.
A jovem era então levada para a tenda e os homens batiam os seus escudos para que os seus gritos não se ouvissem. Seis homens acompanharam-na e tiveram relações sexuais com ela, depois disso colocaram-na na cama do seu chefe. Dois dos homens agarraram as suas mãos e outros dois os seus pulsos. O anjo da morte colocara uma corda envolta do seu pescoço e enquanto isso, dois homens puxaram a corda, a anciã apunhalou-a entre as costelas com uma faca. Os parentes do chefe morto aproximaram-se com uma tocha acesa e botaram fogo ao barco. Acredita-se que o fogo facilitaria a viagem ao reino dos mortos.
Depois, um túmulo redondo fora construído sobre as cinzas e no centro do montículo, içaram um tronco de vidoeiro onde gravaram com runas os nomes do chefe morto e do seu rei. Em seguida partiram em viagem nos seus barcos.

### Sacrifício humano

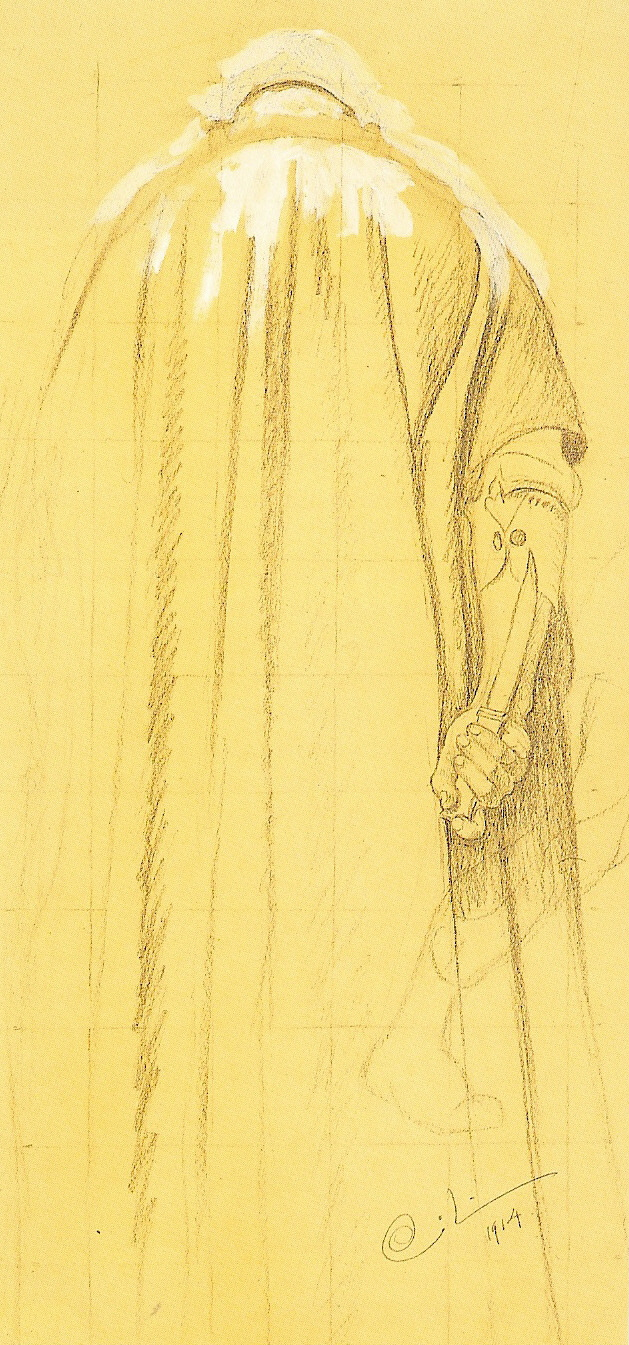
Esquisso do carrasco durante um sacrifício pagão nórdico, por Carl Larsson, para Midvinterblot.

Thralls eram sacrificadas durante um funeral para que então pudessem servir o seu amo na outra vida. No seu relato, ibne Fadalane descreve uma escrava que fora sacrificada, sendo submetida a vários ritos sexuais. Quando o chefe era colocado no barco, esta visitava as tendas para dormir com os guerreiros e mercadores num gesto de devoção ao defunto. Por último, a thrall entrava numa tenda colocada no barco onde seis homens mantinham relações sexuais com ela antes desta ser estrangulada e apunhalada. Os rituais sexuais com a escrava sugerem que a esta era considerada como um receptáculo para a transmissão da energia vital ao chefe morto.
No poema Sigurðarkviða hin skamma existe várias estrofes em que a valquíria Brunilda dá instruções sobre o número de escravas que seriam sacrificadas para o funeral do herói Sigurd, e como os seus corpos deveriam ser dispostos na pira, conforme descreve a seguinte estrofe:
| Því at hánum fylgja fimm ambáttir, átta þjónar, eðlum góðir, fóstrman mitt ok faðerni, þat er Buðli gaf barni sínu. | 69. "Cinco mulheres atadas seguiram-no, e oito das minhas escravas, bem nascidas, crianças cresceram comigo, e minhas eram elas como presentes que a filha de Buthli me deu". |  |

### Cremação

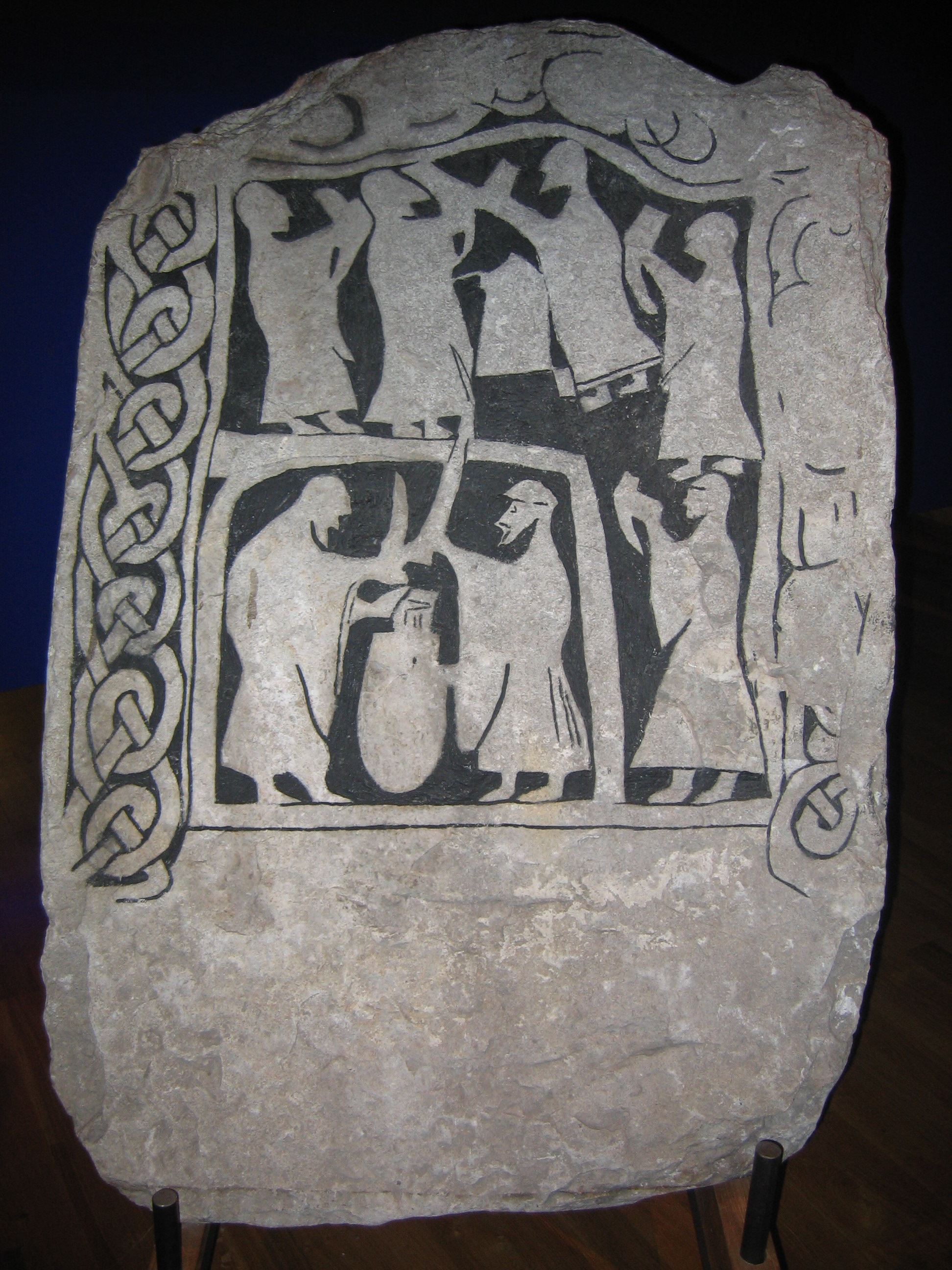
Uma cena de libação numa pedra decorada da Gotlândia no Museu Histórico de Estocolmo.

Era comum queimar os cadáveres e as oferendas numa pira, com temperaturas que rondavam os 1400ºC; muito mais elevadas do que num crematório moderno. A única coisa que restaria seriam fragmentos de metal e alguns ossos de animais e humanos incinerados. A pira era construída de forma a que a coluna de fumaça fosse tão grande quanto possível para elevar o falecido à vida após a morte.  O simbolismo é descrito na saga dos Inglingos:

Então ele (Odin) estabeleceu por lei que todos os homens mortos deveriam ser incinerados, e os seus pertences colocados na pira, e as cinzas lançadas ao mar ou enterradas. Assim, disse ele, todos virão para Valhalla com as riquezas que tinham consigo naquela pira; e ele próprio também poderá desfrutar de tudo o que tenha enterrado na terra. Deve ser construído um monte em memória dos homens mais importantes e será erguido um monólito para todos os guerreiros que se distinguiram pelo seu vigor; hábito que perdurou por um longo tempo, mesmo depois que era de Odin terminou.

### A cerveja funerária e a transmissão da herança
No sétimo dia depois da morte da pessoa celebrava-se a festa do sjaund, ou festa da cerveja funerária, assim chamada porque implicava a libação ritual. A cerveja funerária era uma forma social de demarcar o caso da morte. Só depois da cerimónia podiam os herdeiros legalmente reclamar a herança. Se a pessoa falecida fosse uma viúva ou o dono duma granja, o legítimo herdeiro podia assumir para si o controlo da propriedade e avançar com a mudança da autoridade.
Muitas das grandes pedras rúnicas escandinavas notificam uma herança, como a pedra rúnica de Hillersjö, que explica como uma dama chegou a herdar não só para os seus filhos como também para os seus netos, e a pedra rúnica de Högby Ög 81, que narra como uma jovem foi a única herdeira depois da morte de todos seus tios. Trata-se, pois, de importantes documentos de propriedade de uma era em que as decisões legais não eram registradas em papel. Uma interpretação da pedra rúnica Tune de Østfold sugere que a longa inscrição rúnica tem que ver com a cerveja funerária em homenagem a um líder e que declara três filhas como legítimas herdeiras. Data do século V e é, portanto, o documento legal escandinavo mais antigo que reconhece o direito sucessório feminino.